# Roberto Colín Gamboa
Roberto Colín Gamboa (Ciudad de México, 27 de septiembre de 1956) es un político mexicano, miembro del Partido Acción Nacional. Fue diputado federal por el X Distrito Electoral Federal del Distrito Federal de 2003 a 2006.
Roberto Colín Gamboa es egresado de la carrera de Ingeniería Textil en Acabados en el Instituto Politécnico Nacional, trabajó como Asesor y Coordinador de Asesores en la Asamblea Legislativa del Distrito Federal, asesor y asistente técnico del senador José Ángel Conchello en la Cámara de Senadores, asesor y secretario técnico en diversas Comisiones y miembro del Servicio Civil de Carrera en la Cámara de Diputados de 1998 a 2003. 
Miembro del Partido Acción Nacional desde 1982, donde ha ocupado diversos cargos directivos, integrante del Comité Directivo Regional del Distrito Federal y consejero nacional.
En 2003 fue elegido diputado federal a la LIX Legislatura por el X Distrito Electoral Federal del Distrito Federal, que corresponde al territorio de la Delegación Miguel Hidalgo, cargo que concluyó en 2006.
- Datos: Q5846750